# 高捷 (嘉靖進士)
高捷（1502年—？），字漸卿，河南開封府鈞州新鄭縣人，軍籍，明朝政治人物。同進士出身。

## 生平
嘉靖十三年（1534年）甲午科河南鄉試第十二名舉人。嘉靖十四年（1535年）中式乙未科會試第二百二十二名，登第三甲第一百九十五名進士。历官兖州府知府、山西按察司副使、江西右参政，三十五年六月升南京都察院右佥都御史、提督操江兼管巡江。

## 家族
曾祖高旺，贈工部郎中；祖父高魁，工部郎中進階中憲大夫；父高尚賢，光祿寺少卿。母沈氏（封宜人）。弟高掇、高拱（貢士）、高操、高揀。